# Shy Guy
"Shy Guy" (hoặc "Shy Guy (Mercy, Mercy...)") là một bài hát của nghệ sĩ thu âm người Jamaica Diana King nằm trong album nhạc phim của bộ phim năm 1995 Bad Boys. Bài hát sau đó cũng xuất hiện trong album phòng thu đầu tay của King, Tougher Than Love (1995). Nó được phát hành vào ngày 7 tháng 3 năm 1995 bởi Sony Music Entertainment như là đĩa đơn đầu tiên trích từ hai album. "Shy Guy" được viết lời bởi King, Andy Marvel và Kingsley Gardner, trong khi phần sản xuất được đảm nhiệm bởi Marvel. Đây là một bản reggae fusion và dancehall với nội dung đề cập đến khao khát được yêu một người đàn ông ngại ngùng của một cô gái, trong đó sử dụng đoạn nhạc mẫu từ bài hát năm 1975 của Average White Band "School Boy Crush". Ngoài ra, nó nữ ca sĩ sử dụng nhiều thổ ngữ địa phương theo phong cách Jamaica trong phần hát.
Sau khi phát hành, "Shy Guy" nhận được những phản ứng tích cực từ các nhà phê bình âm nhạc, trong đó họ đánh giá cao chất giọng của King thể hiện trong bài hát và thậm chí gọi đây là một trong bản dancehall hay nhất mọi thời đại. Nhiều nhà phê bình còn nhấn mạnh nó như là một điểm nổi bật từ cả nhạc phim lẫn album đầu tay của cô. Nó cũng gặt hái những thành công vượt trội về mặt thương mại, đứng đầu các bảng xếp hạng ở Phần Lan và Thụy Điển, và lọt vào top 10 ở hầu hết những quốc gia nó xuất hiện, bao gồm vươn đến top 5 ở Úc, Bỉ, Đan Mạch, Pháp, Ireland, Hà Lan, New Zealand, Na Uy, Thụy Sĩ và Vương quốc Anh. Tại Hoa Kỳ, bài hát đạt vị trí thứ 13 trên bảng xếp hạng Billboard Hot 100, trở thành đĩa đơn có thứ hạng cao nhất của cô cũng như duy nhất của King lọt vào top 20 tại đây.
Hai video ca nhạc khác nhau đã được thực hiện cho "Shy Guy". Video đầu tiên được đạo diễn bởi Marcus Nispel dưới phông nền đen trắng, và bao gồm những cảnh King trong trang phục vest và trình diễn bài hát ở nhiều bối cảnh khác nhau. Một video khác được đạo diễn bởi Michael Bay để quảng bá cho Bad Boys cũng được phát hành với sự tham gia diễn xuất từ hai diễn viên chính của phim là Will Smith và Martin Lawrence, trong đó King trình diễn nó dưới một phông nền lạnh, xen kẽ với những hình ảnh từ bộ phim. Để quảng bá bài hát, nữ ca sĩ đã trình diễn "Shy Guy" trên nhiều chương trình truyền hình và lễ trao giải lớn, như Soul Train và Top of the Pops. Kể từ khi phát hành, "Shy Guy" đã được hát lại và sử dụng làm nhạc mẫu bởi một số nghệ sĩ, bao gồm Mýa, DJ Mustard và Nicki Minaj.

## Danh sách bài hát
Đĩa CD tại châu Âu
1. "Shy Guy" (radio chỉnh sửa) — 3:39
2. "Shy Guy" (Darpe phối) — 3:41

Đĩa CD tại Hoa Kỳ
1. "Shy Guy" (radio chỉnh sửa) — 3:39
2. "Shy Guy" (Darpe phối) — 3:41
3. "Shy Guy" (RandB Mix) - 3:51
4. "Shy Guy" (Dancehall Mix) — 5:00
5. "Shy Guy" (Dancehall Dub) — 4:54

## Xếp hạng
| Bảng xếp hạng (1995)                     | Vị trí cao nhất |
| ---------------------------------------- | --------------- |
| Úc (ARIA)                                | 3               |
| Áo (Ö3 Austria Top 40)                   | 6               |
| Bỉ (Ultratop 50 Flanders)                | 5               |
| Bỉ (Ultratop 50 Wallonia)                | 2               |
| Canada (Soundscan)                       | 7               |
| Đan Mạch (Tracklisten)                   | 2               |
| Châu Âu (Eurochart Hot 100 Singles)      | 1               |
| Phần Lan (Suomen virallinen lista)       | 1               |
| Pháp (SNEP)                              | 4               |
| Đức (Official German Charts)             | 6               |
| Ireland (IRMA)                           | 4               |
| Ý (FIMI)                                 | 6               |
| Hà Lan (Dutch Top 40)                    | 2               |
| Hà Lan (Single Top 100)                  | 3               |
| New Zealand (Recorded Music NZ)          | 3               |
| Na Uy (VG-lista)                         | 2               |
| Thụy Điển (Sverigetopplistan)            | 1               |
| Thụy Sĩ (Schweizer Hitparade)            | 5               |
| Anh Quốc (OCC)                           | 2               |
| Hoa Kỳ Billboard Hot 100                 | 13              |
| Hoa Kỳ Hot R&B/Hip-Hop Songs (Billboard) | 21              |
| Hoa Kỳ Pop Airplay (Billboard)           | 15              |

| Bảng xếp hạng (1995)                 | Vị trí |
| ------------------------------------ | ------ |
| Australia (ARIA)                     | 25     |
| Belgium (Ultratop 50 Flanders)       | 52     |
| Belgium (Ultratop 50 Wallonia)       | 12     |
| Denmark (Tracklisten)                | 37     |
| Europe (European Hot 100 Singles)    | 12     |
| Finland (Suomen virallinen lista)    | 9      |
| France (SNEP)                        | 14     |
| Germany (Official German Charts)     | 31     |
| Italy (FIMI)                         | 60     |
| Japan (Tokyo Hot 100)                | 1      |
| Netherlands (Dutch Top 40)           | 17     |
| Netherlands (Single Top 100)         | 35     |
| New Zealand (Recorded Music NZ)      | 10     |
| Norway Spring Period (VG-lista)      | 6      |
| Norway Summer Period (VG-lista)      | 5      |
| Sweden (Sverigetopplistan)           | 15     |
| Switzerland (Schweizer Hitparade)    | 23     |
| UK Singles (Official Charts Company) | 25     |
| US Billboard Hot 100                 | 43     |
| US Hot R&B/Hip-Hop Songs (Billboard) | 73     |

## Chứng nhận
| Quốc gia | Chứng nhận | Số đơn vị/doanh số chứng nhận |
| --- | ---------- | ----------------------------- |
| Úc (ARIA) | Bạch kim   | 70.000^                       |
| Bỉ (BEA) | Vàng       | 25.000*                       |
| Pháp (SNEP) | Vàng       | 250,000*                      |
| Đức (BVMI) | Vàng       | 0^                            |
| New Zealand (RMNZ) | Vàng       | 5.000*                        |
| Anh Quốc (BPI) | Vàng       | 400.000‡                      |
| Hoa Kỳ (RIAA) | Vàng       | 500,000^                      |
| * Chứng nhận dựa theo doanh số tiêu thụ. ^ Chứng nhận dựa theo doanh số nhập hàng. ‡ Chứng nhận dựa theo doanh số tiêu thụ và phát trực tuyến. |            |                               |